# Муньїгумба
Муньїгумба (*д/н —1878/1879) — вождь племені народу хехе в 1855—1878/1879 роках.

## Життєпис
Походив з клану Муїнга, що володіло вождеством Нгулухе. Син вождя селища Усагара та Семудуди, дочки вождя Нгулухе. Замолоду був знайомий з вождями нгоні, можливо брав участь в їх походах. Запозичив військову організацію, реформувавши власні загони. 
Десь в 1850-х роках військовими і дипломатичними заходами об'єднав близько 100 вождеств й кланів хехе в єдину державу. Столицю переніс до селища Лухота. В подальшому поділив військо на ветеранів (ватамбуле), що керували та вчили молодих вояків (вігендо). Впровадив систему титулів (мзагіла), які отримували усі: від членів родини володаря до місцевих чиновників. Сформував власну гвардію і охорону (ватенгеламутва). Сприяв активному розвитку торгівлі з сусідами, насамперед продавав рабів, худобу, купуючи одяг й вогнепальну зброю.
Згодом розпочав активну загарбницьку політику. Розповсюдив своє правління над іншими вождями нагір'я Усунгва та центральним плато Ухехе. З 1857 року Муньїгумба вів війну проти Мерере II, вождя народу сангу, що контролював рівнину Усангу. Завдав йому поразки, захопивши столицю Утенгуле. Але згодом залишив її. 1874 року завдав нової поразки сангу, знову зайнявши їх столицю. Мерере II вимушен був відступити на захід до Усафви. Водночас Муньїгумба переміг союз вождів на чолі із Вакінамангу, захопивши області Утеміквілі та Унгоні. 
1875 року завдавши поразки у битві біля Мгодамтіту подкорив спільноту Кінаманга. За цим підкорив деякі сусідні племена масаїв і нгасі. 1878 року розпочав кампанію проти вождества Мшопе, але помер ще до завершення успішної кампанії наприкінці того ж року або напочатку 1879 року. За цим почалася боротьба між його сином Мквавою і зятем Мвамубамбе з ньямвезі.